# 고라쿠엔

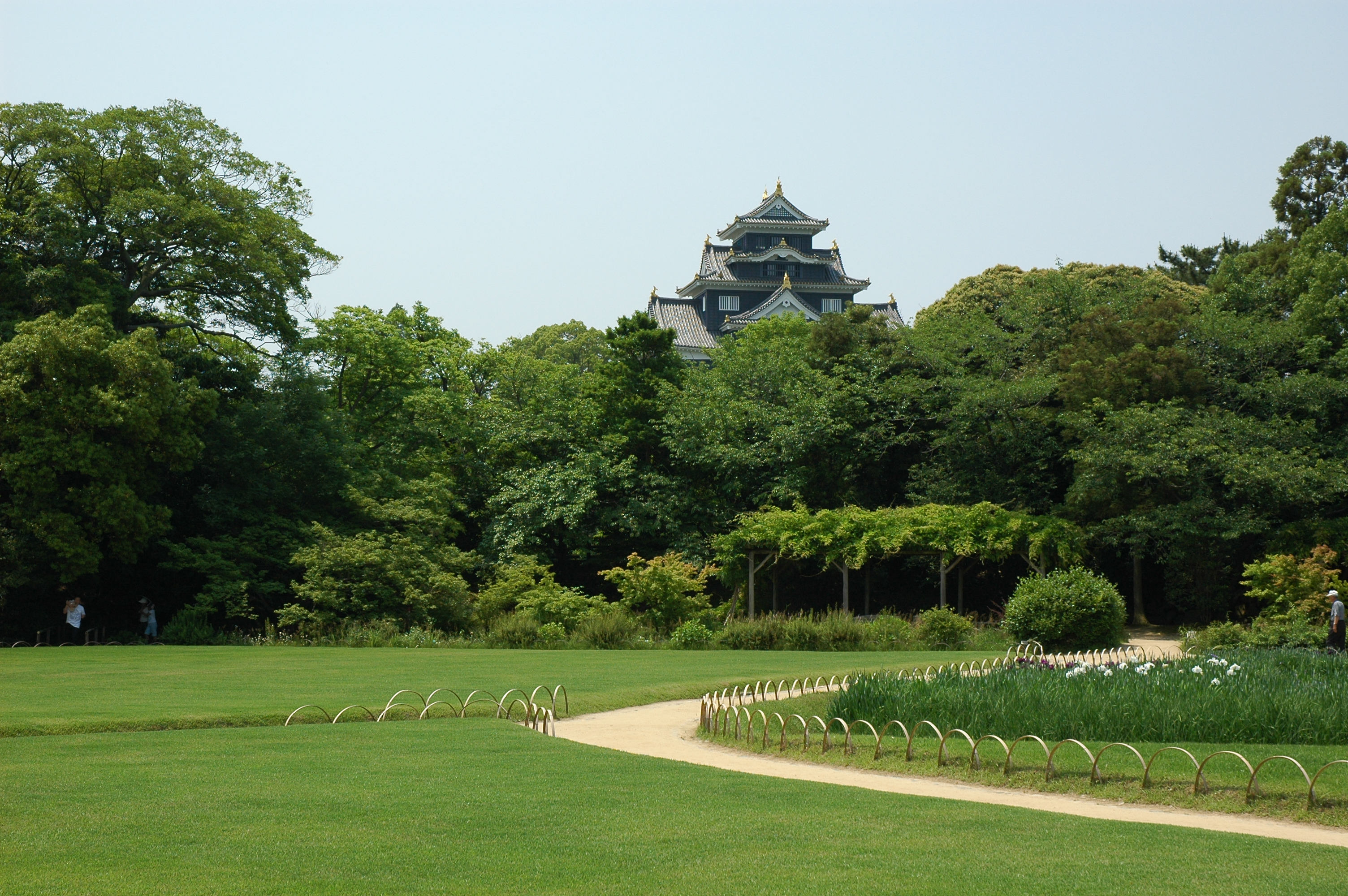
고라쿠엔에서 보는 오카야마 성

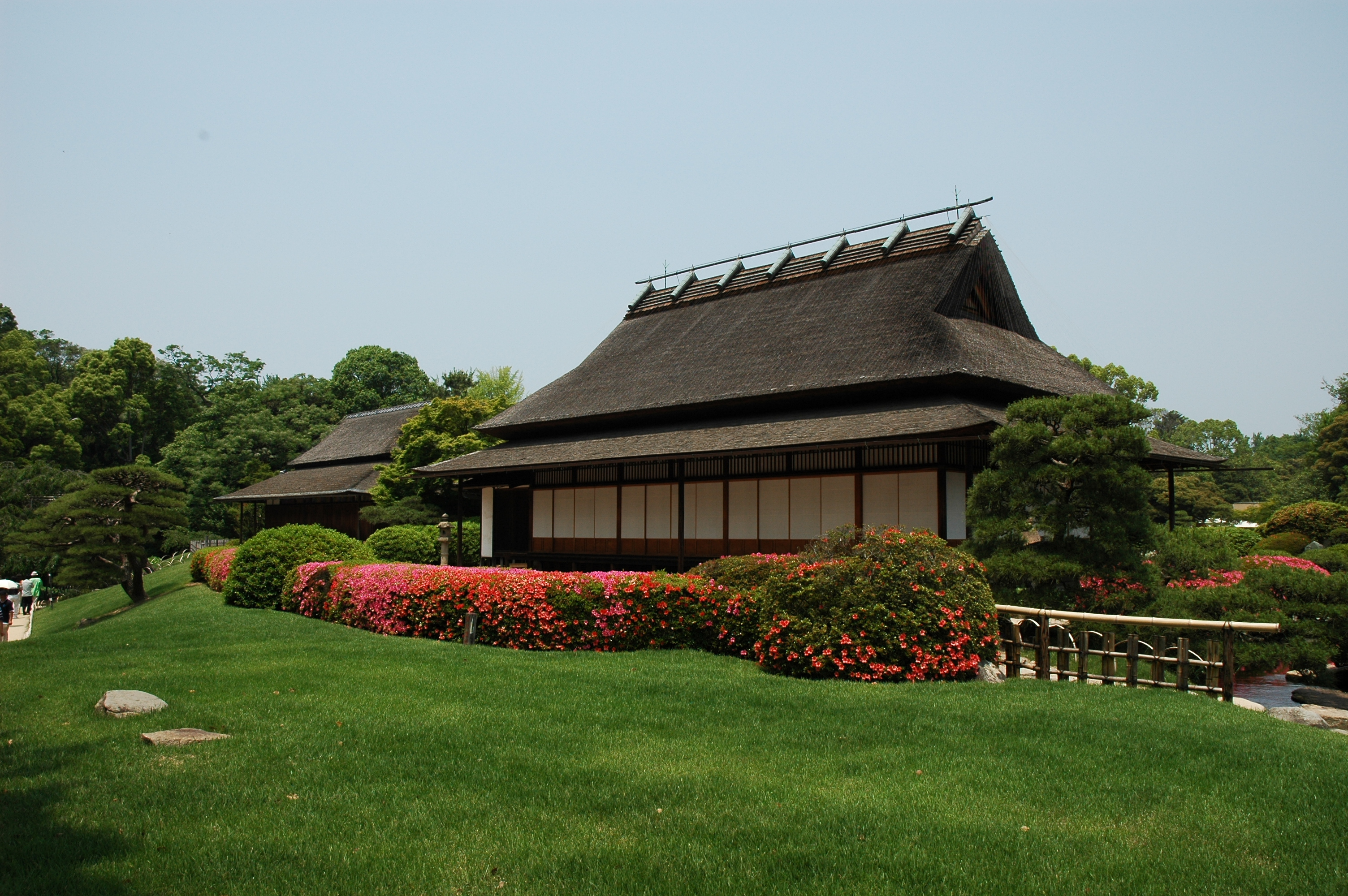
엔요테이

고라쿠엔(일본어: 後楽園, こうらくえん)은 일본 오카야마현 오카야마시에 있는 다이묘 정원으로 일본 3대 정원 중 하나이다. 총면적은 133,000m2

## 개요
오카야마번주 이케다 쓰네마사가 오카야마 군 다이칸 쓰다 나가타다에 명하여 만들게 하였다. 1687년 착공을 시작해 14년이 지난 1700년 완성되었다. 오카야마 시내에 흐르는 아사히 강을 사이에 두고, 오카야마성이 위치한 언덕 중간쯤에 위치해 있다. 번주가 손님을 맞이하는 건물 엔요테이(延養亭)을 중심으로 임천회유식 정원으로 오카야마 성과 주변의 산을 풍경으로 삼고 있다. 에도 시대는 엔요테이를 다실, 정원을 후원으로 불렀다. 1871년 이 명칭을 고라쿠엔으로 개칭한다.
- 1884년 오카야마 현 소유로 일반에 공개되었다.
- 1945년 태평양 전쟁시, 오카야마 시가 공습을 받았기 때문에 오카야마 성의 천수와 함께 정원내 건물이 소실되었다.
- 1952년 문화재 보호법에 따라 국가 특별 명승지로 지정되었다.
- 1956년 일찌이 오카야마에 유학을 했던 중국 정치가 궈모뤄로부터 2마리의 두루미를 선물 받았다. 현재도 두루미를 사육하고 있으며, 새해 첫날에는 공원 내에 풀어주는 이벤트를 개최해오고 있다.
- 1960년 엔요테이를 재건했다.
- 1967년 공원내 모든 건물을 복원했다.

## 교통
- JR 서일본 오카야마역 하차, 오카야마 전기궤도 히가시야마(東山) 행, 조카 역(城下) 하차 도보로 5분

## 같이 보기
- 일본 3대 정원
  - 가이라쿠엔
  - 겐로쿠엔
  - 고라쿠엔